# ليشيل
ليشيل هي بلدية فرنسية تقع في إقليم الأردين في منطقة غراند إيست.

## الأماكن والمعالم الأثرية
- كنيسة سان بيير دي لإيشيل.
- تم تسجيل قلعة لاشيل كنصب تاريخي عام 1926.[6]
- استبدل متحف مدرسة الأمس، بالقلعة، المدرسة في عام 1990 ويقدم للزوار الفصول الدراسية للمجتمع المحلي (المدرسة الابتدائية من القرن العشرين إلى الستينيات)، مع محبرة، ريش الرقيب (الذي سبق أقلام الحبر)، الألواح، الخرائط، الكتب المدرسية، إلخ.

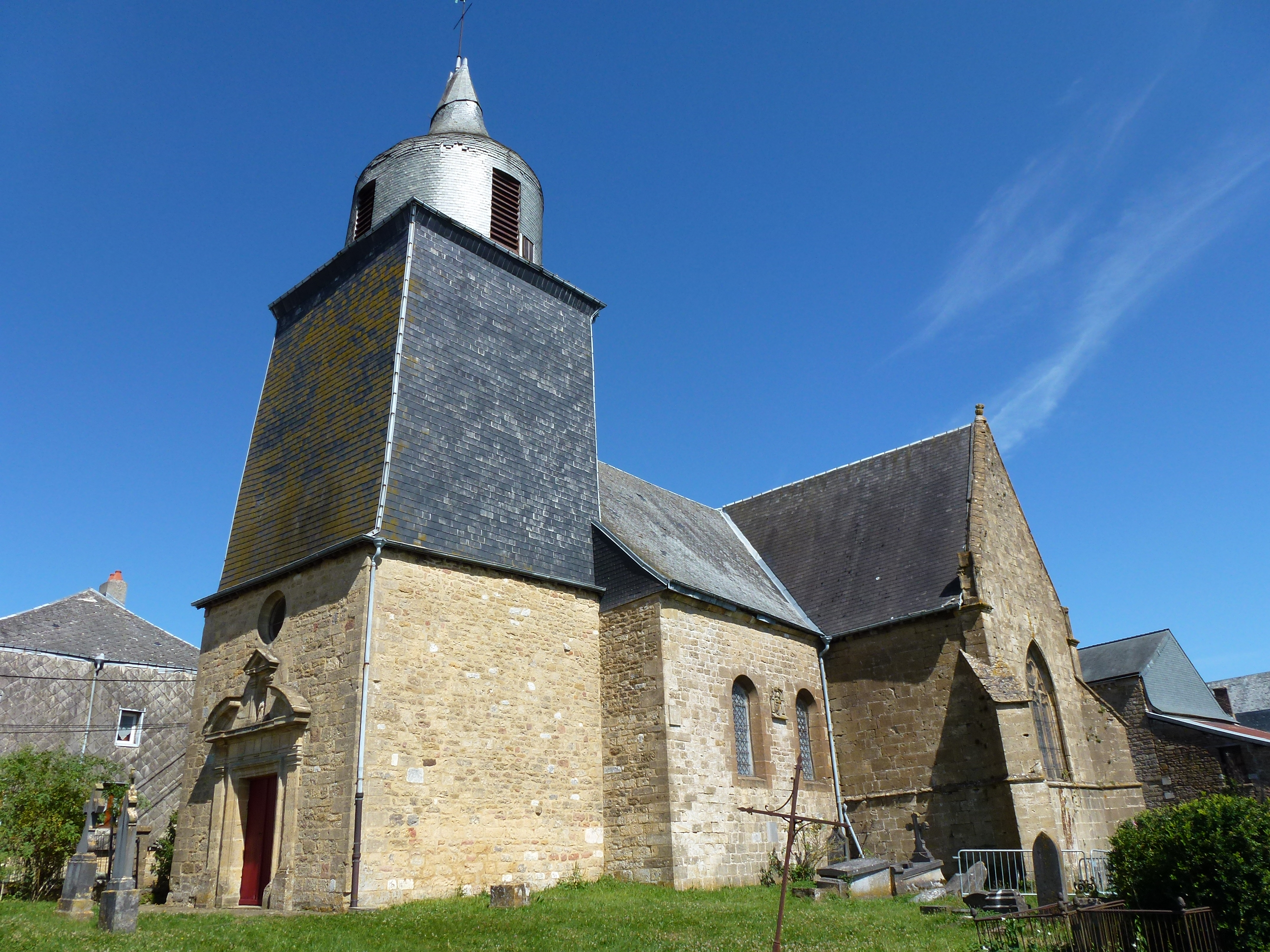
كنيسة سان بيير من الجنوب الغربي.
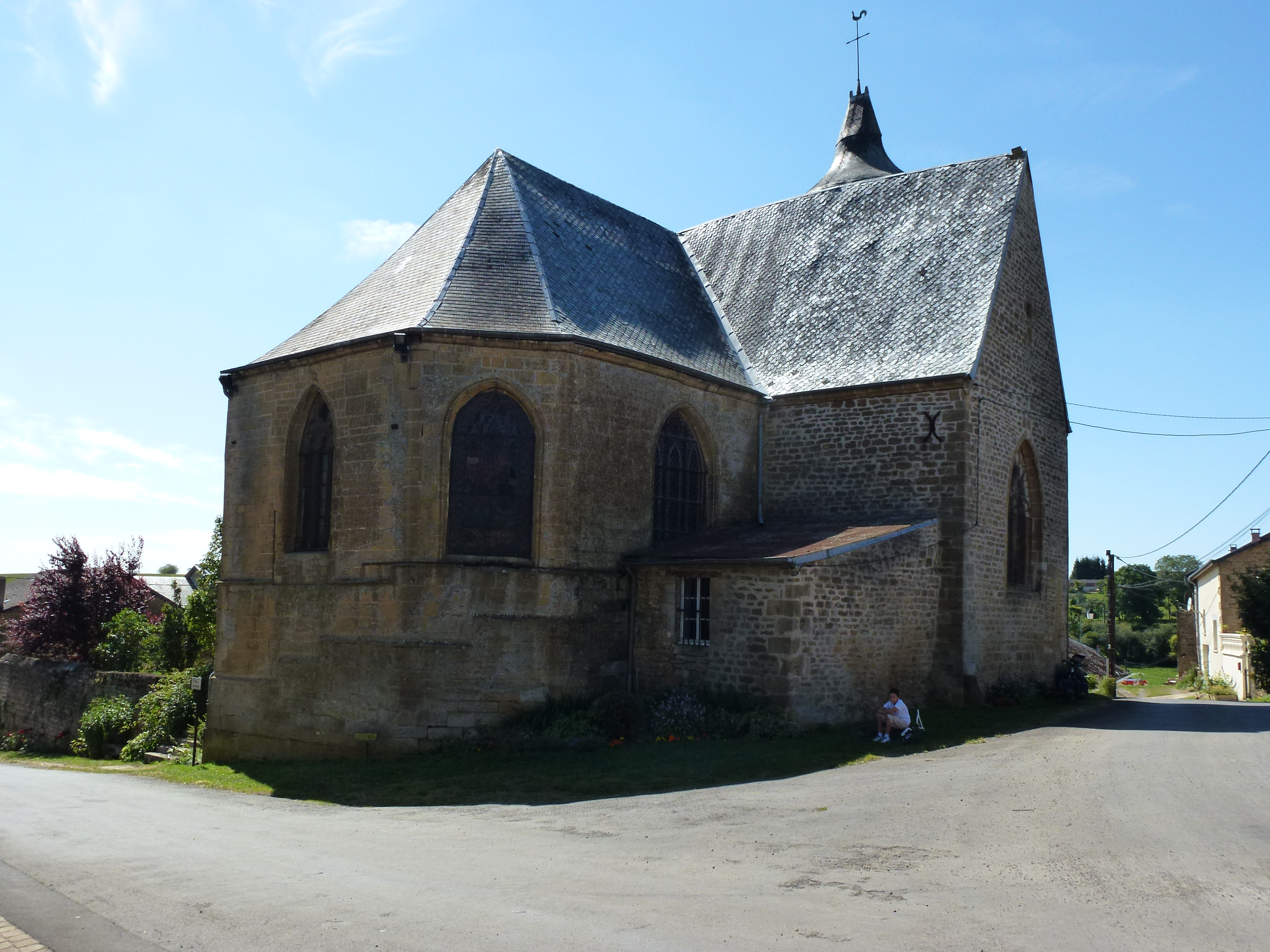
الكنيسة من الأسفل.
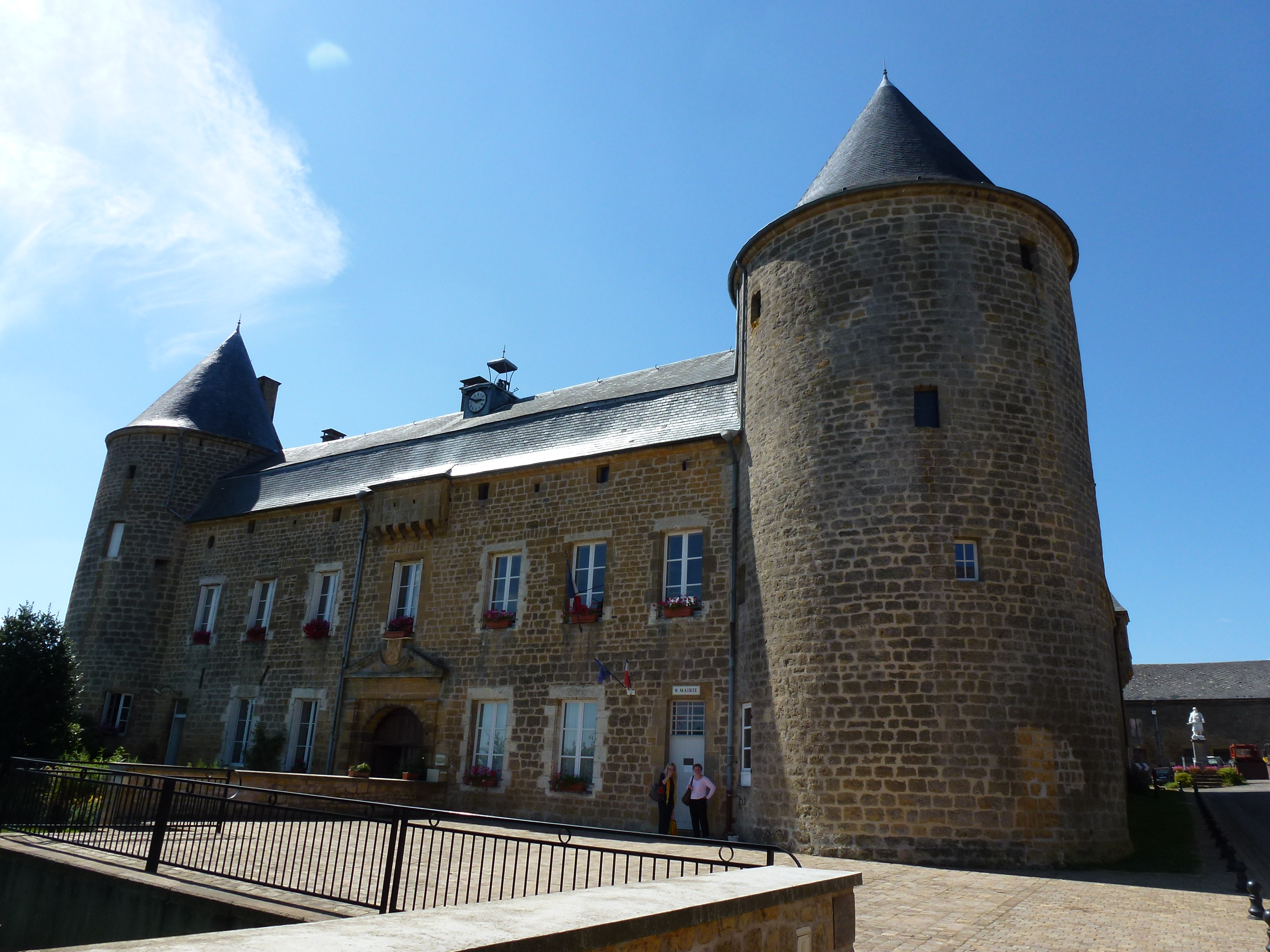
القلعة من جهة الشرفة ومبنى البلدية.
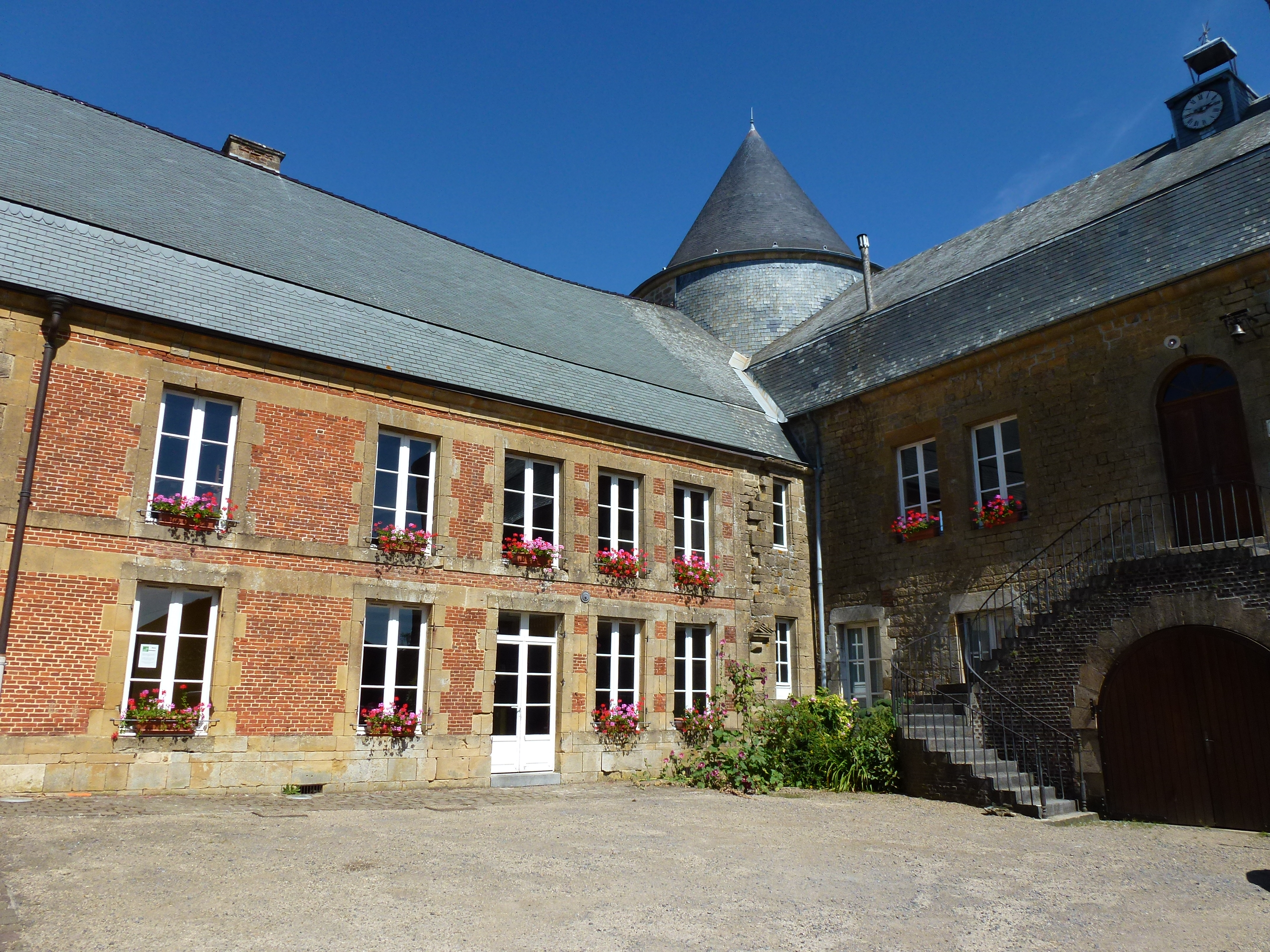
القلعة من جانب فناء والمتحف.
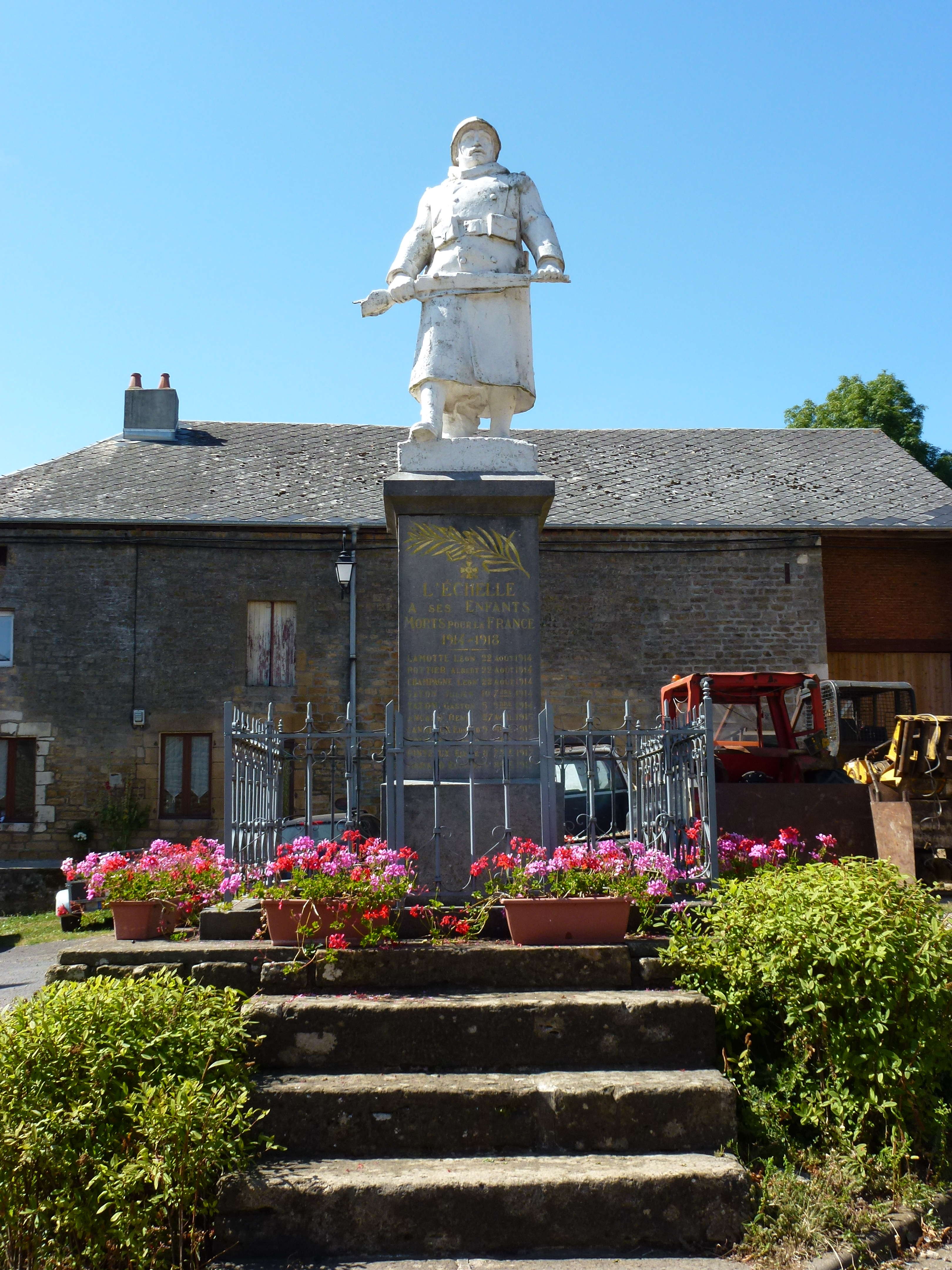
النصب التذكاري للحرب.
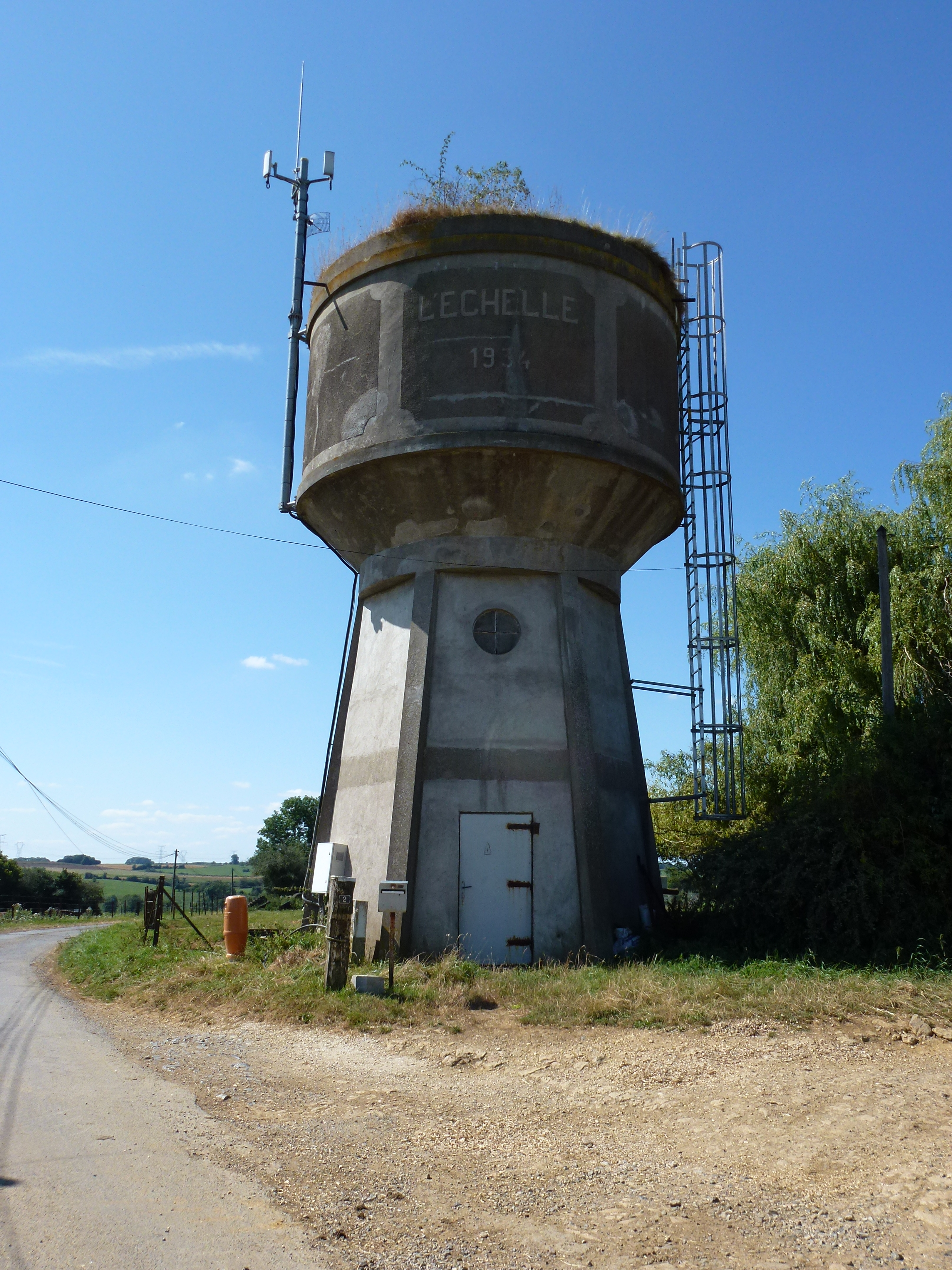
برج المياه.

### شخصيات مرتبطة بالبلدية
- أنطوان دي لا مارش دي كونتي (1666-1740)، حاكم سيدان (1599-1640) وراوكورت، لورد لإيشيل، كالفيني,.[7][8]
- ولد رينيه تاتون (1915-2004)، مؤرخ العلوم، هناك.